# Léo Legrand

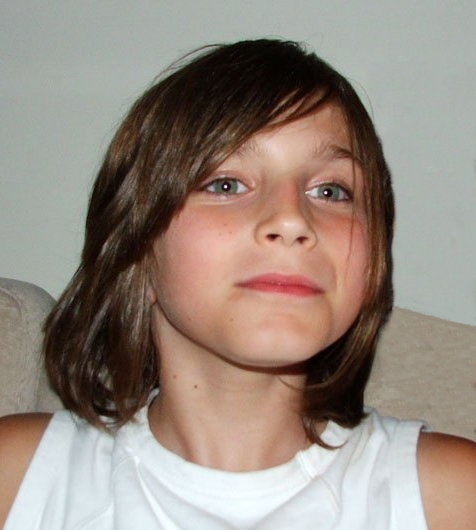
Léo Legrand, 2008

Léo Legrand (* 5. November 1995 in Longjumeau, Département Essonne) ist ein französischer Schauspieler.

## Leben
Léo Legrand wurde im November 1995 in Longjumeau im französischen Département Essonne geboren. Er trat zunächst in verschiedenen Werbespots auf, bevor er sich der Schauspielerei zuwandte und erste Rollen in Kurzfilmen spielte. 2008 hatte er eine Hauptrolle im Kinderfilm Les Enfants de Timpelbach und zwei Jahre später eine weitere in Vertraute Fremde. Für letztere wurde er bei den Young Artist Awards 2011 in der Kategorie Beste Darstellung in einem internationalen Spielfilm nominiert. Im Jahr 2011 trat er in der Komödie Mein Stammbaum auf.

## Filmografie (Auswahl)
- 2008: Les Enfants de Timpelbach
- 2010: Vertraute Fremde (Quartier lointain)
- 2011: Mein Stammbaum (Mon arbre)
- 2016: Kommissar Caïn (Caïn, Fernsehserie, 1 Folge)
- 2017: Bis in den Himmel (Un ciel radieux)